# Ilpo Seppälä
Ilpo Kalervo Seppälä (* 16. Oktober 1953 in Vitasaari) ist ein ehemaliger finnischer Ringer. Er gewann bei der Weltmeisterschaft 1981 eine Bronzemedaille im griechisch-römischen Stil im Bantamgewicht.

## Werdegang
Ilpo Seppäla begann als Jugendlicher beim Ringerclub Riihimäen Kisko mit dem Ringen. Später wechselte er hum Verein Helsingin Tarmon. Er rang bei nationalen Wettkämpfen in beiden Stilarten, griechisch-römischer Stil und freier Stil. Bei internationalen Meisterschaften, bei denen er ab 1977 eingesetzt wurde, rang er ausschließlich im griechisch-römischen Stil.
Seine erste Medaille bei finnischen Meisterschaften der Senioren gewann er bereits 1970, als er im Fliegengewicht, griechisch-römischer Stil den 3. Platz belegte. Er war dabei erst 16 Jahre alt. Finnischer Meister wurde er erstmals 1975. Er siegte dabei im freien Stil im Federgewicht vor Jussi Vesterinen und Hannu Övermark. Insgesamt gewann er in seiner Laufbahn vier finnische Meistertitel.
Seinen ersten internationalen Erfolg feierte er 1971 in Helsinki. Er wurde dort nordischer Juniorenmeister im griechisch-römischen Stil im Bantamgewicht. Während seiner Militärdienstzeit gewann er im Jahre 1974 bei der CISM-Militär-Weltmeisterschaft in Rom im Federgewicht, griechisch-römischer Stil, hinter dem Italiener Domenico Giuffrida die Silbermedaille.
Im Jahre 1977 wurde er erstmals bei einer Europameisterschaft eingesetzt. In Bursa kam er dabei im Federgewicht mit zwei Siegen und zwei Niederlagen auf den 7. Platz. Bei der Weltmeisterschaft dieses Jahres in Göteborg gelangen ihm drei Siege, wobei er u. a. Stylianos Migiakis aus Griechenland besiegte. Von Nelson Dawidjan aus der UdSSR und Lars Malmkvist aus Schweden wurde er aber geschlagen und kam damit auf den 6. Platz.
Einen Einsatz bei den Olympischen Spielen 1980 in Moskau verpasste Ilpo Seppälä, weil er bei den finnischen Meisterschaften im griechisch-römischen Stil im Federgewicht gegen Hannu Övermark verlor.
Nach einer längeren Pause kam er dann erst wieder bei der Weltmeisterschaft 1981 in Oslo zum Einsatz. Er hatte dabei in das Bantamgewicht abtrainiert. Eine Maßnahme, die erfolgreich war, denn er gewann dort über Peter Balow aus Bulgarien, Ilja Rostowzew aus der UdSSR, Benni Ljungbeck aus Schweden und im Poolfinale sogar über Pasquale Passarelli aus der BRD, der allerdings vor diesem Kampf schon Poolsieger war und sich deshalb im Kampf gegen Seppälä schonen konnte. Gegen Antonio Caltabiano verlor Ilpo Seppälä. Mit diesen Ergebnissen wurde er hinter Pasquale Passarelli und Josef Krysta aus der CSSR Bronzemedaillengewinner.
Bei drei noch folgenden Starts bei internationalen Meisterschaften gewann Ilpo Seppälä dann keine Medaillen mehr. Bei der Weltmeisterschaft 1983 in Kiew kam er im Bantamgewicht nur auf den 10. Platz. Bei der Europameisterschaft 1984 in Jönköping besiegte er immerhin den späteren Weltmeister Patrice Mourier aus Frankreich, unterlag aber gegen Benni Ljungbeck und Pasquale Passarelli, was ihm den 7. Platz einbrachte. Bei den Olympischen Spielen 1984 in Los Angeles enttäuschte er, denn er verlor gegen den Außenseiter Ronny Sidge aus Norwegen und erneut gegen Benni Ljungbeck und landete nur auf dem 11. Platz.
Danach beendete Ilpo Seppälä seine internationale Ringerlaufbahn. Er ist aber immer noch aktiv und ein sehr erfolgreicher Ringer bei den Masters (ab 35 Jahre). Beruflich ist er in der Finanzbranche tätig.

## Internationale Erfolge
(OS = Olympische Spiele, WM = Weltmeisterschaft, EM = Europameisterschaft, GR = griechisch-römischer Stil, F = freier Stil, Fl = Fliegengewicht, Ba = Bantamgewicht, Fe = Federgewicht, damals bis 52 kg, 57 kg und 62 kg Körpergewicht)
- 1971, 1. Platz, Nordische Juniorenmeisterschaft in Helsinki, GR, Ba, vor Andersson, Schweden und Jensen, Dänemark;
- 1974, 1. Platz, Turnier in Helsinki, GR, Fe, vor Jouko Kuossari, Finnland und Thomas Passarelli, BRD;
- 1974, 2. Platz, CISM-Militär-WM in Rom, GR, Fe, hinter Domenico Giuffrida, Italien und vor Ahmad, Ägypten;
- 1975, 3. Platz, Turnier in Helsinki, GR, Fe, hinter László Réczi, Ungarn und Kazimierz Lipień, Polen;
- 1977, 3. Platz, Großer Preis der BRD in Aschaffenburg, GR, Fe, hinter Ryszard Swierad, Polen und Raidi Abramschwili, UdSSR;
- 1977, 7. Platz, EM in Bursa, GR, Fe, mit Siegen über Jiri Smekal, CSSR und Domenico Giuffrida und Niederlagen gegen Ryszard Swierad und Lars Malmkvist, Schweden;
- 1977, 6. Platz, WM in Göteborg, GR, Fe, mit Siegen über Jan Sahner, Dänemark, Doug Yeats, Kanada und Stylianos Migiakis, Griechenland und Niederlagen gegen Lars Malmkvist und Nelson Dawidjan, UdSSR;
- 1978, 2. Platz, Klippan-Turnier, GR, Fe, hinter Boris Kramarenko, UdSSR und vor Per Lindholm, Schweden;
- 1980, 1. Platz, Meisterschaft der Europäischen Union in Sønderborg, GR, Fe, vor Benni Ljungbeck, Schweden und Pasquale Passarelli, BRD;
- 1981, 3. Platz, WM in Oslo, GR, Ba, mit Siegen über Petar Balow, Bulgarien, Ilja Rostowzew, UdSSR, Benni Ljungbeck, Schweden und Pasquale Passarelli, BRD und einer Niederlage gegen Antonio Caltabiano, Italien;
- 1983, 10. Platz, WM in Kiew, GR, Ba, Sieger: Masako Eto, Japan vor Kamil Fatkulin, UdSSR und Petar Balow;
- 1984, 7. Platz, EM in Jönköping, GR, Ba, mit Siegen über Patrice Mourier, Frankreich und Niederlagen gegen Benni Ljungbeck und Pasquale Passarelli;
- 1984, 11. Platz, OS in Los Angeles, GR, Ba, nach Niederlagen gegen Ronny Sidge, Norwegen und Benni Ljungbeck

## Finnische Meisterschaften
- 1970, 3. Platz, GR, Fl, hinter Tuomo Kallijärvi und Hannu Järvinen,
- 1975, 1. Platz, F, Fe, vor Jussi Vesterinen und Hannu Övermark,
- 1976, 2. Platz, GR, Fe, hinter Pekka Hjelt und vor Jouko Kuossari,
- 1976, 2. Platz, F, Le, hinter Kari Övermark und vor Jouko Kuossari,
- 1977, 1. Platz, GR, Fe, vor Hannu Övermark und Einari Suutari,
- 1977, 2. Platz, F, Le, hinter Kari Övermark und vor Hannu Övermark,
- 1978, 1. Platz, GR, Fe, vor Pekka Rauhala und Pauli Salimäki,
- 1979, 2. Platz, GR, Fe, vor Jouko Kuossari und vor Hannu Övermark,
- 1980, 2. Platz, GR, Fe, hinter Hannu Övermark und vor Jukka Romppanen,
- 1981, 3. Platz, GR, Fe, hinter Pekka Vehviläinen und Veli Perkkiö,
- 1983, 1. Platz, GR, Ba, vor Aarne Leppänen und Juoni Luokkonen